# Котбус
Ко́тбус, также Хо́чебуж и Хо́цебуж (нем. Cottbus [ˈkɔtbʊs], н.-луж. Chóśebuz [ˈχɛɕɛbus]/[ˈχɨɕɛbus], в.-луж. Choćebuz, [ˈkʰɔt͡ʃɛbus]) — город на востоке Германии, на реке Шпре. Второй по величине город земли Бранденбург (после Потсдама), где имеет статус внерайонного города.

## Название
Формы н.-луж. Chóśebuz и в.-луж. Choćebuz восходят к праславянской форме *Xotěbuďь «Хотебудов», которая является притяжательным прилагательным от личного имени *Xotěbudъ.

## Городские районы
1. Митте (Срейж)
2. Шмельвиц (Хмелов)
3. Зандов (Жандов)

Районы Котбуса

4. Шпрембергер-Форштадт (Гродкойске-Пщедместо)
5. Штрёбиц (Стробице)
6. Зилов (Жилов)
7. Заспов (Заспы)
8. Мерцдорф (Жиловк)
9. Диссенхен (Дешанк)
10. Браниц (Рогеньц)
11. Мадлов (Модлей)
12. Заксендорф (Кнорава)
13. Дёббрик (Депск)
14. Скадов (Шкодов)
15. Вилльмерсдорф (Рогозно)
16. Карен (Корень), в состав района также входят населённые пункты Карлсхоф (Вольшина) и Нуцберг (Нузберк).
17. Кикебуш (Кибуш)
18. Галлинхен (Голынк), в состав района входит бывший сельский населённый пункт Куцебургер-Мюле (Радликойски-Млын).
19. Грос-Гаглов (Гоголов)

## Население

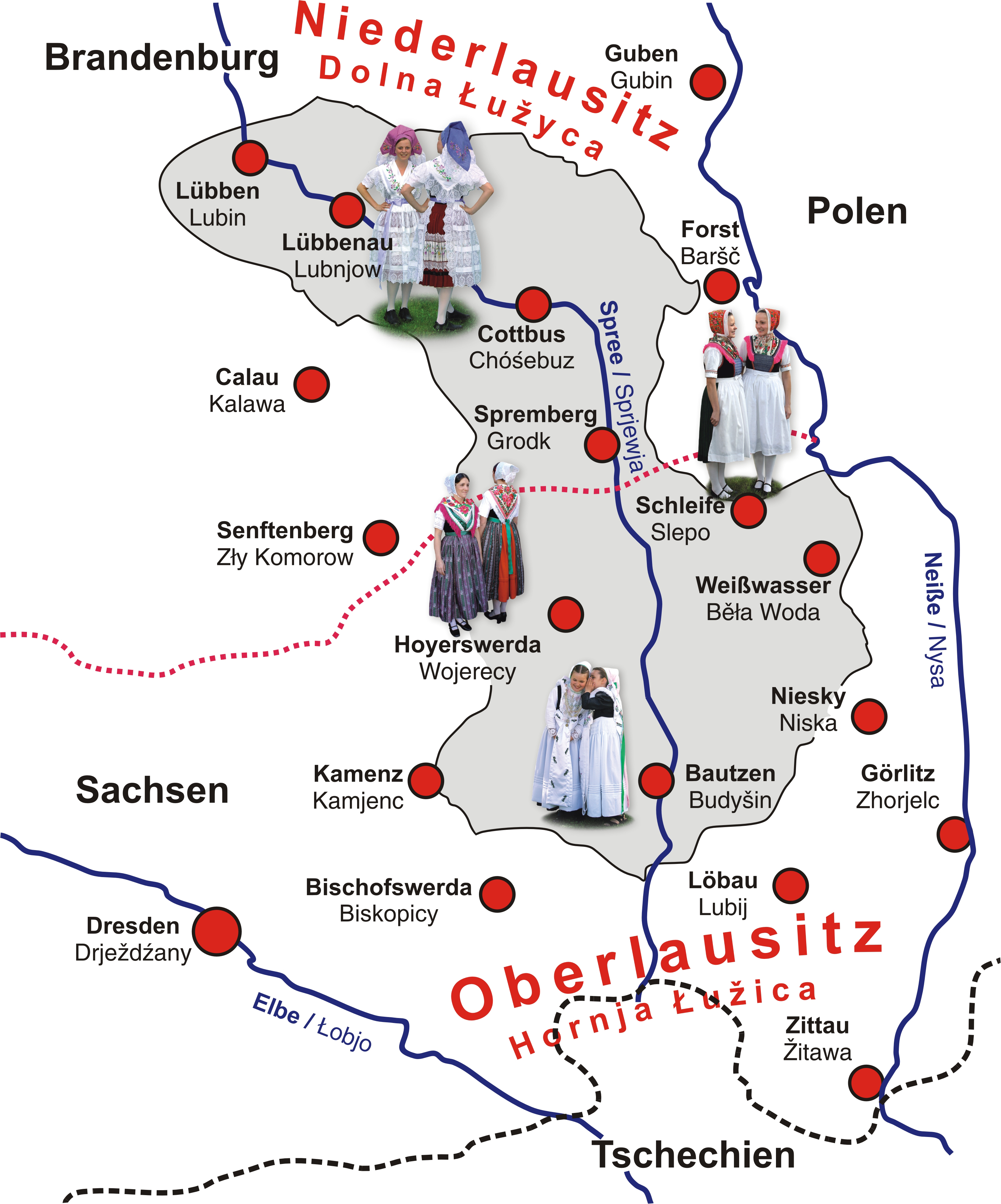
Лужицкий культурный регион

Входит в состав культурно-территориальной автономии «Лужицкая поселенческая область», на территории которой действуют законодательные акты земель Саксонии и Бранденбурга, содействующие сохранению лужицких языков и культуры лужичан. Несмотря на то, что доля лужичанского (сорбского) населения в городе составляет около 1 %, Котбус считается их политическим и культурным центром в Нижней Лужице. Нижнелужицкий язык является официальным в городе.
Численность населения на 31 декабря 2022 года составила 99 515 человек. По данным на 31 декабря 2011 года в городе проживало 99 974 жителя, на 31 декабря 2000 года — 108 495 человек, на 1990 год — 125 891 человек, на 1970 год — 82 896 человек.
| Год  | Население |
| ---- | --------- |
| 1970 | 82 896    |
| 1980 | 113 479   |
| 1990 | 125 891   |
| 2000 | 108 495   |
| 2005 | 106 415   |
| 2010 | 101 671   |
| 2015 | 99 687    |
| 2020 | 98 693    |
| 2022 | 99 515    |

## Образование и наука
Бранденбургский технологический университет был основан в 1991 году. Это самый молодой технический университет Германии.
Сейчас в нём учатся 6722 студента, среди них 896 зарубежных. В 2004 году архитектурным бюро «Херцог и де Мёрон» на территории кампуса университета построено современное здание Информационного, коммуникационного и медийного центра.

## Спорт
Город представлен футбольным клубом «Энерги Котбус», игравшим в своё время в Бундеслиге. В настоящее время играет в региональной лиге «Северо-Восток».
За спортивный клуб Котбуса выступала олимпийская чемпионка 1976 года и многократная рекордсменка мира по прыжкам в высоту Розмари Аккерман.
В 2011 году в Котбусе прошёл VII чемпионат мира по пожарно-спасательному спорту.

## Достопримечательности
- Ландшафтный Браницкий парк

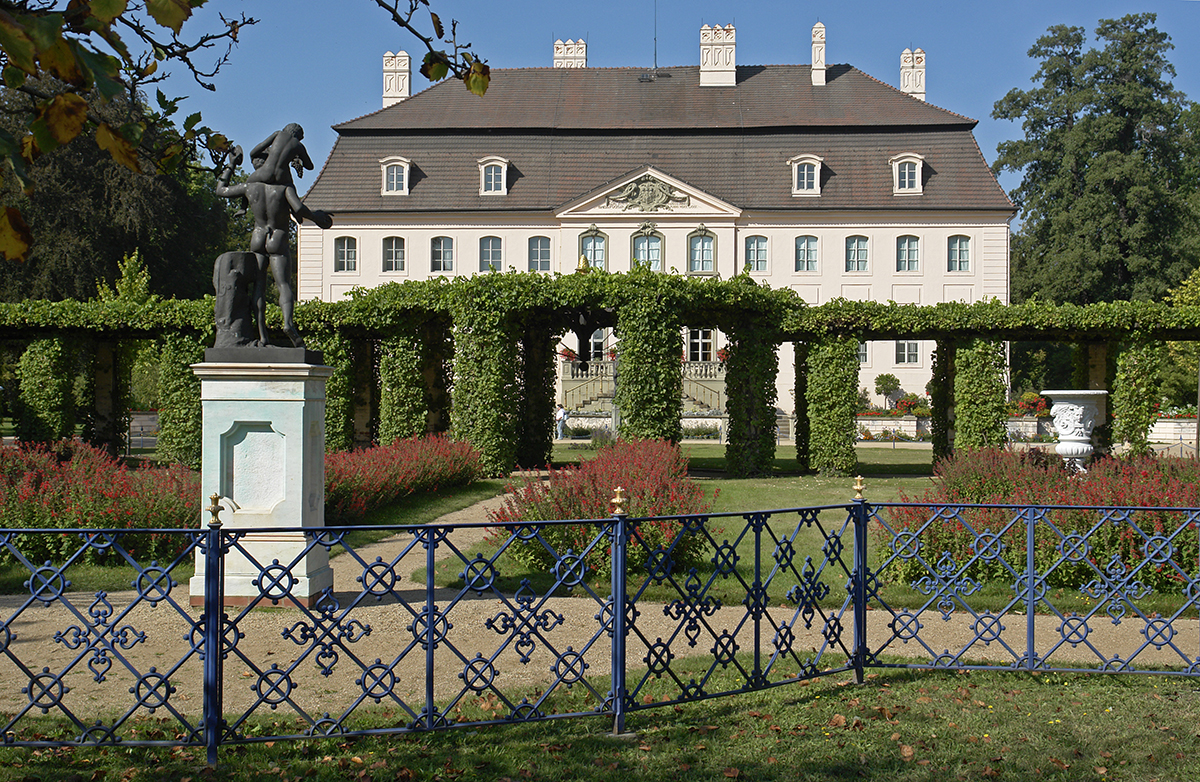
Дворец Браниц

- Котбусский художественный музей «Дизельная электростанция»
- Котбусский государственный театр
- Котбусский зоопарк
- Бранденбургский фармацевтический музей
- Оберкирха Святого Николая
- Вендский музей

## Города-побратимы
- Монтрёй (Франция, с 1959)
- Гроссето (Италия, с 1967)
- Липецк (Россия, с 1974)
- Зелёна-Гура (Польша, с 1975)
- Тырговиште (Болгария, с 1975)
- Кошице (Словакия, с 1978)
- Саарбрюккен (Германия, с 1987)
- Гельзенкирхен (Германия, с 1995)
- Нанитон-энд-Бедуэрт (Великобритания, с 1999)